# NGC 2814
NGC 2814 (również PGC 26469 lub UGC 4952) – galaktyka spiralna (Sb), znajdująca się w gwiazdozbiorze Wielkiej Niedźwiedzicy. Odkrył ją William Herschel 3 kwietnia 1791 roku.